# Wola (rejon iwacewicki)
Wola (biał. Воля; ros. Воля) – agromiasteczko na Białorusi, w obwodzie brzeskim, w rejonie iwacewickim, w sielsowiecie Żytlin, przy drodze magistralnej M1.
W dwudziestoleciu międzywojennym leżała w Polsce, w województwie poleskim, w powiecie kosowskim/iwacewickim, do 1 stycznia 1926 w gminie Kosów, następnie w gminie Borki-Hiczyce/Iwacewicze. Po II wojnie światowej w granicach Związku Sowieckiego. Od 1991 w niepodległej Białorusi.